# 王良貴
王良貴（1517年—？），字少思，號龍門，直隸河間府寧津縣人，匠籍，明朝政治人物。

## 生平
嘉靖二十五年（1546年）丙午科順天府鄉試第三十一名舉人。嘉靖二十六年（1547年）聯捷丁未科會試第二百七十五名，登第二甲第八十四名進士。户部觀政，授戶部主事，升戶部郎中，出官平陽府知府，升任山東霸州兵备副使，罷官后歸鄉去世。

## 家族
曾祖王憲；祖父王錦，教諭；父王玶，都司都事。母張氏。具庆下。弟良材、良士、良器、良史。子王承書。